# Joseph von Hormayr
Joseph, Freiherr von Hormayr (ur. 20 stycznia 1782 w Innsbrucku, zm. 5 października 1848 w Monachium) – urzędnik i historyk austriacki, powstaniec. Od 1803 był zatrudniony w archiwach narodowych w Wiedniu. Od 1828 do śmierci pracował w Bawarii, od 1846 w archiwach państwowych.
Napisał wiele tomów o historii Austrii, w tym:
- Österrechischer Plutarch oder Leben und Bildnisse aller Regenten des österreichischen Kaiserstaasts (20 tomów, w latach 1807–1814),
- Allgemeine Geschichte der neusten Zeit vom Tode Friedrichs des Großen bis zum zweiten Pariser Frieden (3 tomy, 1817–1819),
- Wien, seine Geschichte und Denkwüdigkeiten (5 tomów, 1823–1824).